# Гутовский сельсовет (Брестская область)
Гу́товский сельсовет — упразднённая административная единица на территории Дрогичинского района Брестской области Республики Беларусь.

## История
Территория Совета вошла в состав Дрогичинского сельсовета.

## Состав
В состав сельсовета входят 5 деревень:
| Населённый пункт | Статус  | СОАТО         | Координаты                      |
| ---------------- | ------- | ------------- | ------------------------------- |
| Вавуличи         | деревня | 1 220 825 011 | 52°12′56″ с. ш. 25°21′36″ в. д. |
| Гутово           | деревня | 1 220 825 016 | 52°11′14″ с. ш. 25°20′20″ в. д. |
| Дроботы          | деревня | 1 220 825 021 | 52°14′17″ с. ш. 25°19′30″ в. д. |
| Огдемер          | деревня | 1 220 825 026 | 52°10′00″ с. ш. 25°19′00″ в. д. |
| Сороцни          | деревня | 1 220 825 031 | 52°13′59″ с. ш. 25°22′41″ в. д. |